# Thor Delta A
Thor Delta A – jako rakieta cywilna nazywana Delta A – amerykańska trójstopniowa rakieta nośna. Modyfikacja rakiety Thor Delta. Startowała tylko dwa razy.

## Chronologia
1. 2 października 1962, 22:11:30 GMT; s/n 345-D13; miejsce startu: Przylądek Canaveral (LC17B), USA
Ładunek: Explorer 14; Uwagi: start udany
2. 27 października 1962, 23:15:01 GMT; s/n 346-D14; miejsce startu: Przylądek Canaveral (LC17B), USA
Ładunek: Explorer 15; Uwagi: start udany